# Список скарабеоїдних жуків України
Список жуків надродини скарабеоїдні, що мешкають на території України, налічує понад 250 видів. Скарабеоїдні досліджені досить добре, проте можливі знахідки жуків, що мешкають у сусідніх країнах, розширення ареалів через кліматичні зміни, уточнення поширення в малодосліджених областях.
До Червоної книги України занесено 6 видів скарабеоїдних жуків. Жук-самітник також занесений до Червоного списку МСОП у категорії NT.

## Родина рогачі
В Україні 7 видів з 6 родів та 4 підродин.
| Наукова назва, автор, рік опису                   | Таксономія          | Статус МСОП/ЧКУ | Зображення | Ареал в Україні | Зауваження |
| Aesalus scarabeoides scarabeoides (Panzer, 1794)  | Aesalinae, Aesalini |                 |            | Зак., ІФ, Київ., Кир., Льв., Од., Пол., Сум., Тер., Харк., Чц.                                                                                        |            |
| Aesalus ulanovskii Ganglbauer, 1886               | Aesalinae, Aesalini | -               |            | |            |
| Ceruchus chrysomelinus (Hochenwarth, 1785)        | Syndecinae          | -               |            | Зак., ІФ, Льв., Харк.(?) |            |
| Sinodendron cylindricum (Linnaeus, 1758)          | Syndecinae          | —               |            | Вол., Ж., Зак., ІФ, Київ., Крим., Льв., Од.,Рів., Сум., Тер., Харк., Хм., Черн., Чц.                                                                  |            |
| Lucanus cervus cervus (Linnaeus, 1758)            | Lucaninae           | —               |            | Він.,Вол., Днп., Дон., Ж., Зак., Зап., ІФ, Київ., Кир., Крим., Луг., Льв., Мик., Од., Пол., Рів., Сум., Тер., Харк., Херсон., Хм., Черк., Черн., Чц.  |            |
| Platycerus caraboides caraboides (Linnaeus, 1758) | Lucaninae           | —               |            | Він., Вол., Днп., Дон., Ж., Зак., Зап., ІФ, Київ., Кир., Крим.(?), Луг., Льв., Мик., Од., Пол., Рів., Сум., Тер., Харк., Хм., Черк., Черн., Чц.       |            |
| Dorcus parallelipipedus (Linnaeus, 1758)          | Dorcinae            | —               |            | Він., Вол., Днп., Дон., Ж., Зак., Зап., ІФ, Київ., Кир., Крим., Луг., Льв., Мик., Од., Пол., Рів., Сум., Тер., Харк., Херсон., Хм., Черк., Черн., Чц. |            |

## РодинаTrogidae
В Україні 6 видів одного роду.
| Наукова назва, автор, рік опису            | Таксономія | Статус МСОП | Зображення | Ареал в Україні | Зауваження |
| Trox cadaverinus cadaverinus Illiger, 1802 |            |             |            | Він., Днп., Дон., Київ., Крим., Луг., Льв., Мик., Од., Сум., Тер., Харк., Херсон., Хм., Черк., Черн., Чц.                                             |            |
| Trox eversmanni Krynicki, 1832:            |            | -           |            | Він., Дон., Зап., Київ., Кир., Крим., Луг., Мик., Од., Пол., Сум., Харк., Херсон., Черк.                                                              |            |
| Trox hispidus niger P. Rossi, 1792         |            | -           |            | Він., Вол., Днп., Дон., Ж., Зак., Зап., ІФ, Київ., Кир., Крим., Луг., Льв., Мик., Од., Пол., Рів., Сум., Тер., Харк., Херсон., Хм., Черк., Черн., Чц. |            |
| Trox sabulosus sabulosus (Linnaeus, 1758)  |            | —           |            | Вол., Ж., Зак., ІФ, Київ., Крим., Льв., Од.,Рів., Сум., Тер., Харк., Хм., Черн., Чц.                                                                  |            |
| Trox scaber (Linnaeus, 1767)               |            | —           |            | Він., Днп., Дон., Ж., Київ., Кир., Крим., Луг., Льв., Мик., Од., Сум., Тер., Харк., Херсон., Хм., Черк., Черн., Чц.                                   |            |
| Trox perrisii Fairmaire, 1868              |            | —           |            | |            |

## Родини Glaresidae і Bolboceratidae
В Україні 1 вид з родини Glaresidae і 2 види з родини Bolboceratidae.
| Наукова назва, автор, рік опису       | Таксономія     | Статус МСОП | Зображення | Ареал в Україні | Зауваження |
| Glaresis rufa Erichson, 1848          | Glaresidae     |             |            | Днп., Дон., Зап., Київ., Кир., Крим., Луг., Мик., Од., Харк., Херсон., Черк., Чц.                                                                 |            |
| Bolbelasmus unicornis (Schrank, 1789) | Bolboceratidae | -           |            | Він., Вол., Днп., Зак., ІФ, Од., Пол., Тер., Київ., Черк., Черн., Чц.                                                                             |            |
| Odonteus armiger (Scopoli, 1772)      | Bolboceratidae | -           |            | Він., Вол., Днп., Дон., Ж., Зак., Зап., Київ., Кир., Крим., Луг., Льв., Мик., Од., Пол., Рів., Сум., Тер., Харк., Херсон., Хм., Черк., Черн., Чц. |            |

## Родина Geotrupidae
В Україні 9 видів з 6 родів та двох підродин.
| Наукова назва, автор, рік опису                | Таксономія                    | Статус МСОП | Зображення | Ареал в Україні | Зауваження |
| Typhaeus typhoeus (Linnaeus, 1758)             | Geotrupinae, Chromogeotrupini |             |            | |            |
| Anoplotrupes stercorosus (Scriba, 1791)        | Geotrupinae, Geotrupini       | -           |            | Він., Вол., Днп., Дон., Ж., Зак., ІФ, Київ., Кир., Крим.(?), Луг., Льв., Мик., Од., Пол., Рів., Сум., Тер., Харк., Хм., Черк., Черн., Чц. |            |
| Ceratophyus polyceros (Pallas, 1771)           |                               | -           |            | Днп., Луг., Мик., Пол., Харк., Херсон., Черк.                                                                                             |            |
| Geotrupes mutator (Marscham, 1802)             | Geotrupinae, Geotrupini       |             |            | Він., Вол., Дон., Ж., Зак., Зап., ІФ, Київ., Кир., Крим., Луг., Льв., Од., Пол., Сум., Харк., Херсон., Хм., Черк., Черн., Чц.             |            |
| Geotrupes olgae Olsufieff, 1918                | Geotrupinae, Geotrupini       |             |            | Крим |            |
| Geotrupes spiniger (Marscham, 1802)            | Geotrupinae, Geotrupini       |             |            | Він., Дон., Днп., Ж., Зап., ІФ, Київ., Кир., Крим., Луг., Льв., Мик., Од., Пол., Рів., Сум., Тер., Харк., Херсон., Хм., Черк., Черн., Чц. |            |
| Geotrupes stercorarius (Linnaeus, 1758)        | Geotrupinae, Geotrupini       |             |            | Він., Вол., Дон., Ж., Зак., ІФ, Київ., Луг., Льв., Од.(?), Пол., Рів., Тер., Харк., Хм., Черк., Черн., Чц.                                |            |
| Trypocopris vernalis vernalis (Linnaeus, 1758) | Geotrupinae, Geotrupini       |             |            | Він., Вол., Ж., Зак., ІФ, Київ., Льв., Од., Тер., Харк., Черк., Черн.                                                                     |            |
| Lethrus apterus (Laxmann, 1770)                | Lethrinae                     |             |            | Він., Вол., Днп., Дон., Ж., Зап., ІФ, Київ., Кир., Луг., Льв., Мик., Од., Пол., Рів., Сум., Тер., Харк., Херсон., Хм., Черк., Черн., Чц.  |            |

## РодиниOchodaeidaeMulsant et Rey, 1871 таGlaphyridaeMacLeay, 1819
| Наукова назва, автор, рік опису                    | Таксономія  | Статус МСОП | Зображення | Ареал в Україні | Зауваження |
| Codocera ferruginea (Eschscholtz, 1818)            | Ochodaeidae |             |            | Він., Днп., Дон., Зап., Київ., Кир., Крим., Луг., Мик., Од., Пол., Сум., Тер., Харк., Херсон., Хм., Черк., Черн., Чц. |            |
| Ochodaeus integriceps Semenov, 1891                | Ochodaeidae | -           |            | Він., Вол., Днп., Зак., ІФ, Од., Пол., Тер., Київ., Черк., Черн., Чц.                                                 |            |
| Ochodaeus chrysomeloides (Schrank, 1781)           | Ochodaeidae | -           |            | Крим., Мик., Од., Херсон.                                                                                             |            |
| Eulasia bombyliformis bombyliformis (Pallas, 1781) | Glaphyridae | -           |            | Крим |            |
| Pygopleurus vulpes (Fabricius, 1781)               | Glaphyridae | -           |            | Він., Днп., Дон., Ж., Зап., Кир., Крим., Луг., Мик., Од., Пол., Сум., Харк., Херсон., Черк.                           |            |

## Родина пластинчастовусі

### ПідродинаAegialiinaeLaporte, 1840
| Наукова назва, автор, рік опису                | Таксономія | Статус МСОП | Зображення | Ареал в Україні     | Зауваження |
| Aegialia (Psammoporus) sabuleti (Panzer, 1797) |            |             |            | Зак., ІФ, Льв., Сум |            |
| Aegialia (Rhyzotorax) (Fabricius, 1792)        |            | -           |            | Луг., Черк.         |            |

### ПідродинаAphodiinaeLeach, 1815
| Наукова назва, автор, рік опису                                              | Таксономія             | Статус МСОП | Зображення | Ареал в Україні | Зауваження |
| Acrossus bimaculatus (Laxmann, 1770)                                         | Aphodiini, Aphodiina   |             |            | Вол., Днп., Ж., ІФ, Київ., Крим., Льв., Од., Тер., Харк., Хм., Черн.                                                                                  |            |
| Acrossus depressus (Kugelann, 1792)                                          | Aphodiini, Aphodiina   | -           |            | Він., Вол., Днп., Дон., Ж., Зак., Зап., ІФ, Київ., Кир., Крим., Луг., Льв., Мик., Од., Пол., Рів., Сум., Тер., Харк., Херсон., Хм., Черк., Черн., Чц. |            |
| Acrossus luridus (Fabricius, 1775)                                           | Aphodiini, Aphodiina   | -           |            | Він., Вол., Днп., Дон., Ж., Зак., Зап., ІФ, Київ., Кир., Крим., Луг., Льв., Мик., Од., Пол., Рів., Сум., Тер., Харк., Херсон., Хм., Черк., Черн., Чц. |            |
| Acrossus rufipes (Linnaeus, 1758)                                            | Aphodiini, Aphodiina   | -           |            | Він., Вол., Днп., Дон., Ж., Зак., Зап., ІФ, Київ., Кир., Крим., Луг., Льв., Мик., Од., Пол., Рів., Сум., Тер., Харк., Херсон., Хм., Черк., Черн., Чц. |            |
| Aphodius immundus Creutzer, 1799                                             | Aphodiini, Aphodiina   | -           |            | Він., Вол., Днп., Дон., Ж., Зак., Зап., ІФ, Київ., Кир., Крим., Луг., Льв., Мик., Од., Пол., Рів., Сум., Тер., Харк., Херсон., Хм., Черк., Черн., Чц. |            |
| Aphodius isajevi Kabakov, 1994                                               | Aphodiini, Aphodiina   |             |            | Луг., Харк. |            |
| Aphodius nemoralis Erichson, 1848                                            | Aphodiini, Aphodiina   |             |            | Вол., Ж., Зак., Харк. |            |
| Aphodius piceus Gyllenhal, 1808                                              | Aphodiini, Aphodiina   |             |            | Зак., ІФ |            |
| Aphodius abdominalis abdominalis Bonelli, 1812                               | Aphodiini, Aphodiina   |             |            | Зак., ІФ |            |
| Aphodius ater (De Geer, 1774)                                                | Aphodiini, Aphodiina   |             |            | Він., Вол., Днп., Дон., Ж., Зак., Зап., ІФ, Київ., Крим., Луг., Льв., Од., Пол., Рів., Сум., Тер., Харк., Хм., Черк., Черн., Чц.                      |            |
| Aphodius constans Duftschmid, 1805                                           |                        |             |            | Днп.(?), Крим.(?), Харк |            |
| Aphodius rufus (Moll, 1782)                                                  |                        |             |            | Він., Вол., Днп., Дон., Ж., Зак., Зап., ІФ, Київ., Кир., Крим., Луг., Льв., Мик., Од., Пол., Рів., Сум., Тер., Харк., Херсон., Хм., Черк., Черн., Чц. |            |
| Aphodius sordidus sordidus (Fabricius, 1775)                                 |                        |             |            | Він., Вол., Днп., Дон., Ж., Зак., Зап., ІФ, Київ., Кир., Крим., Луг., Льв., Мик., Од., Пол., Рів., Сум., Тер., Харк., Херсон., Хм., Черк., Черн., Чц. |            |
| Aphodius obscurus obscurus (Fabricius, 1792)                                 |                        |             |            | Зак., ІФ |            |
| Aphodius thermicola Sturm, 1800                                              |                        |             |            | Крим. |            |
| Aphodius hydrochaeris Fabricius, 1798                                        |                        |             |            | Він., Вол., Днп., Дон., Ж., Зап., Київ., Кир., Крим., Луг., Мик., Од., Пол., Рів., Сум., Тер., Харк., Херсон., Черк., Черн., Чц.                      |            |
| Aphodius (Ammoecius) brevis (Erichson, 1848)                                 |                        |             |            | Він., Вол., Днп., Дон., Ж., Зак., Зап., ІФ, Київ., Кир., Крим., Луг., Льв., Мик., Од., Пол., Рів., Сум., Тер., Харк., Херсон., Хм., Черк., Черн., Чц. |            |
| Aphodius coniugatus (Panzer, 1795)                                           |                        |             |            | Він., Київ., Крим., Мик., Од., Харк., Херсон., Хм. |            |
| Aphodius fimetarius (Linnaeus, 1758)                                         |                        |             |            | Він., Вол., Днп., Дон., Ж., Зак., Зап., ІФ, Київ., Кир., Крим., Луг., Льв., Мик., Од., Пол., Рів., Сум., Тер., Харк., Херсон., Хм., Черк., Черн., Чц. |            |
| Aphodius foetens (Fabricius, 1787)                                           |                        |             |            | Він., Вол., Днп., Дон., Ж., Зак., Зап., ІФ, Київ., Кир., Крим., Луг., Льв., Мик., Од., Пол., Рів., Сум., Тер., Харк., Херсон., Хм., Черк., Черн., Чц. |            |
| Aphodius foetidus (Herbst, 1783)                                             |                        |             |            | ІФ, Крим., Льв., Од. |            |
| Aphodius satellitius (Herbst, 1789)                                          |                        |             |            | Він., Вол., Днп., Дон., Ж., Зак., Зап., ІФ, Київ., Кир., Крим., Луг., Льв., Мик., Од., Пол., Рів., Сум., Тер., Харк., Херсон., Хм., Черк., Черн., Чц. |            |
| Aphodius circumcinctus W. L. E. Schmidt, 1840                                |                        |             |            | Днп., Дон., Зап., Київ., Кир., Крим., Луг., Мик., Од., Харк., Херсон.                                                                                 |            |
| Aphodius gregarius Harold, 1871                                              |                        |             |            | Дон., Луг., Харк. |            |
| Aphodius ictericus ictericus (Laicharting, 1781)                             |                        |             |            | Він., Вол., Днп., Дон., Ж., Зак., Зап., ІФ, Київ., Кир., Крим., Луг., Льв., Мик., Од., Пол., Рів., Сум., Тер., Харк., Херсон., Хм., Черк., Черн., Чц. |            |
| Aphodius lugens Creutzer, 1799                                               |                        |             |            | Він., Вол., Днп., Дон., Ж., Зак., Зап., ІФ, Київ., Кир., Крим., Луг., Льв., Мик., Од., Пол., Рів., Сум., Тер., Харк., Херсон., Хм., Черк., Черн., Чц. |            |
| Aphodius punctipennis Erichson, 1848                                         |                        |             |            | Він., Днп., Дон., Ж., Зап., Київ., Крим., Луг., Мик., Од., Пол., Харк., Херсон., Хм., Черк., Черн., Чц.                                               |            |
| Aphodius granarius (Linnaeus, 1767)                                          |                        |             |            | Він., Вол., Днп., Дон., Ж., Зак., Зап., ІФ, Київ., Кир., Крим., Луг., Льв., Мик., Од., Пол., Рів., Сум., Тер., Харк., Херсон., Хм., Черк., Черн., Чц. |            |
| Aphodius conspurcatus (Linnaeus, 1758)                                       |                        |             |            | Вол.(?), Харк.(?) |            |
| Aphodius (Chilothorax) distinctus distinctus (O. F. Müller, 1776)            |                        |             |            | Він., Вол., Днп., Дон., Ж., Зак., Зап., ІФ, Київ., Кир., Крим., Луг., Льв., Мик., Од., Пол., Рів., Сум., Тер., Харк., Херсон., Хм., Черк., Черн., Чц. |            |
| Aphodius (Chilothorax) melanostictus W. L. E. Schmidt, 1840                  |                        |             |            | Він., Вол., Днп., Дон., Ж., Зак., Зап., ІФ, Київ., Кир., Крим., Луг., Льв., Мик., Од., Пол., Рів., Сум., Тер., Харк., Херсон., Хм., Черк., Черн., Чц. |            |
| Aphodius (Chilothorax) paykulli Bedel, 1907                                  |                        |             |            | Він.(?), Вол.(?), Зак.(?), Київ.(?), Крим.(?), Пол.(?), Харк.(?), Херсон.(?), Хм., Черн.(?)                                                           |            |
| Aphodius (Chilothorax) pictus Sturm, 1805                                    |                        |             |            | «Карпаты», Крим., Од., Хм. |            |
| Aphodius (Chilothorax) planus D. Koshantschikov, 1894                        |                        |             |            | Дон., Крим., Луг., Харк.(?), Херсон |            |
| Aphodius (Coprimorphus) scrutator (Herbst, 1789):                            |                        |             |            | Дон., Зак., Зап., ІФ, Крим., Льв., Тер., Херсон., Хм., Чц.                                                                                            |            |
| Aphodius (Erytus) aequalis A. Schmidt, 1907                                  |                        |             |            | Зап., Крим., Мик., Херсон. |            |
| Aphodius (Esymus) merdarius (Fabricius, 1775)                                |                        |             |            | Він., Вол., Днп., Дон., Ж., Зак., Зап., ІФ, Київ., Кир., Крим., Луг., Льв., Мик., Од., Пол., Рів., Сум., Тер., Харк., Херсон., Хм., Черк., Черн., Чц. |            |
| Aphodius (Esymus) pusillus pusillus (Herbst, 1789)                           |                        |             |            | Він., Вол., Днп., Дон., Ж., Зак., Зап., ІФ, Київ., Кир., Крим., Луг., Льв., Мик., Од., Пол., Рів., Сум., Тер., Харк., Херсон., Хм., Черк., Черн., Чц. |            |
| Aphodius (Eudolus) quadriguttatus (Herbst, 1783)                             |                        |             |            | Він., Вол., Днп., Дон., Ж., Зак., Зап., ІФ, Київ., Кир., Крим., Луг., Льв., Мик., Од., Пол., Рів., Сум., Тер., Харк., Херсон., Хм., Черк., Черн., Чц. |            |
| Aphodius (Euorodalus) coenosus (Panzer, 1798)                                |                        |             |            | Він., Вол., Днп., Дон., Ж., Зак., Зап., ІФ, Київ., Кир., Крим., Луг., Льв., Мик., Од., Пол., Рів., Сум., Тер., Харк., Херсон., Хм., Черн., Черк., Чц. |            |
| Aphodius (Eupleurus) subterraneus subterraneus (Linnaeus, 1758)              |                        |             |            | Він., Вол., Днп., Дон., Ж., Зак., Зап., ІФ, Київ., Кир., Крим., Луг., Льв., Мик., Од., Пол., Рів., Сум., Тер., Харк., Херсон., Хм., Черк., Черн., Чц. |            |
| Aphodius (Heptaulacus) carinatus carinatus Germar, 1824                      |                        |             |            | Карпати |            |
| Aphodius (Heptaulacus) sus (Herbst, 1783)                                    |                        |             |            | Він., Вол., Днп., Дон., Ж., Зак., Зап., ІФ, Київ., Кир., Крим., Луг., Льв., Мик., Од., Пол., Рів., Сум., Тер., Харк., Херсон., Хм., Черк., Черн., Чц. |            |
| Aphodius (Heptaulacus) testudinarius (Fabricius, 1775)                       |                        |             |            | Ж., Зак., Київ., Крим., Луг., Мик., Од., Харк., Херсон.                                                                                               |            |
| Aphodius (Heptaulacus) villosus Gyllenhal, 1806                              |                        |             |            | «Карпати», Льв. |            |
| Aphodius (Labarrus) lividus lividus (A. G. Olivier, 1789)                    |                        |             |            | Він., Вол., Днп., Дон., Ж., Зак., Зап., Київ., Кир., Крим., Луг., Льв., Мик., Од., Рів., Сум., Тер., Харк., Херсон., Хм., Черк., Черн., Чц.           |            |
| Aphodius (Limarus) maculatus Sturm, 1800                                     |                        |             |            | Зак., ІФ, Льв., Чц. |            |
| Aphodius (Limarus) zenkeri Germar, 1813                                      |                        |             |            | Ж., Крим., Льв. |            |
| Aphodius (Liothorax) kraatzi Harold, 1868                                    |                        |             |            | Днп., Дон., Зап., Київ., Крим., Луг., Од., Харк., Херсон., Черк.                                                                                      |            |
| Aphodius (Liothorax) linearis Reiche et Saulcy, 1856                         |                        |             |            | Вол., Днп., Дон., Київ., Кир., Луг., Од., Харк., Черк.                                                                                                |            |
| Aphodius (Liothorax) niger (Illiger, 1798)                                   |                        |             |            | Вол., Днп., Дон., Ж., Зак., ІФ, «Карпаты», Київ., Луг., Льв., Од.(?), Тер., Харк., Хм.                                                                |            |
| Aphodius (Liothorax) plagiatus (Linnaeus, 1767)                              |                        |             |            | Він., Вол., Днп., Дон., Ж., Зак., Київ., Кир., Крим., Луг., Льв., Мик., Од., Пол., Харк., Херсон., Черк., Черн.                                       |            |
| Aphodius (Liothorax) rusakovi Gusakov, 2004                                  |                        |             |            | Харк. |            |
| Aphodius (Loraspis) frater Mulsant et Rey, 1870                              |                        |             |            | Дон., Зап., Крим., Луг., Мик., Од., Харк., Херсон., Чц.                                                                                               |            |
| Aphodius (Loraphodius) suarius Faldermann, 1835                              |                        |             |            | Дон., Зап., Кир., Крим., Луг., Мик., Од., Харк., Херсон.                                                                                              |            |
| Aphodius (Melinopterus) consputus Creutzer, 1799                             |                        |             |            | Він.(?), Зак., Луг.(?), Од.(?), Харк.(?). |            |
| Aphodius (Melinopterus) prodromus (Brahm, 1790)                              |                        |             |            | Він., Вол., Днп., Дон., Ж., Зак., Зап., ІФ, Київ., Кир., Крим., Луг., Льв., Мик., Од., Пол., Рів., Сум., Тер., Харк., Херсон., Хм., Черк., Черн., Чц. |            |
| Aphodius (Melinopterus) pubescens Sturm, 1800                                |                        |             |            | Він.(?), Крим.(?), Льв., Од.(?), Харк.(?), Черн.(?)                                                                                                   |            |
| Aphodius (Melinopterus) punctatosulcatus hirtipes Fischer von Waldheim, 1844 |                        |             |            | Він., Днп., Ж., Київ., Льв.(?), Харк.(?), Херсон., Хм., Черн.                                                                                         |            |
| Aphodius (Melinopterus) reyi Reitter, 1892                                   |                        |             |            | Зак. |            |
| Aphodius (Melinopterus) sphacelatus (Panzer, 1798)                           |                        |             |            | Він.(?), Вол., Днп.(?), Ж., Зак., ІФ, Київ., Крим.(?), Луг.(?)., Льв., Харк.(?), Хм.(?), Черк.(?), Черн.(?), Чц.н                                     |            |
| Aphodius (Mendidius) ivanovi Lebedev, 1912                                   |                        |             |            | Луг., Пол., Харк. |            |
| Aphodius (Nialus) varians Duftschmid, 1805                                   |                        |             |            | Він., Вол., Днп., Дон., Ж., Зак., Зап., ІФ, Київ., Кир., Крим., Луг., Льв., Мик., Од., Пол., Рів., Сум., Тер., Харк., Херсон., Хм., Черк., Черн., Чц. |            |
| Aphodius (Nimbus) affinis Panzer, 1823                                       |                        |             |            | Зак., Льв., Од., «Прикарпатье», Херсон. |            |
| Aphodius (Nimbus) contaminatus (Herbst, 1783)                                |                        |             |            | Ж., «Карпаты», Київ., Хм. |            |
| Aphodius (Nimbus) obliteratus Sturm, 1823                                    |                        |             |            | Зак., ІФ |            |
| Aphodius (Nobius) serotinus (Creutzer, 1799)                                 |                        |             |            | Він., Днп., Дон., Ж., Зак., Зап., ІФ, Кир., Крим., Луг., Мик., Од., Пол., Сум., Тер., Харк., Хм., Черк., Черн.                                        |            |
| Aphodius (Orodaliscus) rotundangulus Reitter, 1900                           |                        |             |            | Днп., Дон., Зап., Київ., Крим., Луг., Мик., Од., Тер., Харк., Херсон.                                                                                 |            |
| Aphodius (Oromus) alpinus (Scopoli, 1763)                                    |                        |             |            | Зак., ІФ |            |
| Aphodius (Otophorus) haemorrhoidalis (Linnaeus, 1758)                        |                        |             |            | Він., Вол., Днп., Дон., Ж., Зак., Зап., ІФ, Київ., Кир., Крим., Луг., Льв., Мик., Од., Пол., Рів., Сум., Тер., Харк., Херсон., Хм., Черк., Черн., Чц. |            |
| Aphodius (Parammoecius) corvinus Erichson, 1848                              |                        |             |            | Зак., ІФ, Льв., Чц. |            |
| Aphodius (Parammoecius) gibbus Germar, 1816                                  |                        |             |            | Зак., ІФ |            |
| Aphodius (Phae) novikovi Kabacov, 1998                                       |                        |             |            | Днп., Дон., Луг., Харк. |            |
| Aphodius (Phalacronothus) biguttatus Germar, 1824                            |                        |             |            | Дон., Зак., Зап., Крим., Луг., Од., Харк., Черк. |            |
| Aphodius (Phalacronothus) citellorum Semenov et S. I. Medvedev, 1929         |                        |             |            | Днп., Дон., Зап., Крим., Луг., Мик., Од., Харк., Херсон., Київ., Кир.                                                                                 |            |
| Aphodius (Phalacronothus) quadrimaculatus (Linnaeus, 1761)                   |                        |             |            | Він., Луг., Черк. |            |
| Aphodius (Plagiogonus) arenarius (A. G. Olivier, 1789)                       |                        |             |            | Вол., Днп., Дон., Зап., Київ., Кир., Крим., Луг., Льв., Мик., Од., Сум., Харк., Херсон., Черк.                                                        |            |
| Aphodius (Planolinus) borealis Gyllenhal, 1827                               |                        |             |            | Ж., «Карпаты», Крим., Льв., Харк., Черн. |            |
| Aphodius (Planolinus) fasciatus (A. G. Olivier, 1789)                        |                        |             |            | Він., Дон., ІФ, Луг., Од., Харк., Хм. |            |
| Aphodius (Planolinus) vittatusmundus Reitter, 1892                           |                        |             |            | Крим., Херсон. |            |
| Aphodius (Pseudacrossus) caspius Ménétriés, 1832                             |                        |             |            | Дон., Зап., Київ., Кир., Крим., Луг., Мик., Од., Сум., Харк., Херсон., Черк.                                                                          |            |
| Aphodius (Pseudacrossus) spalacophilus Novikov, 1996                         |                        |             |            | Дон., Зап., Луг., Од., Харк. |            |
| Aphodius (Pubinus) tomentosus (O. F. Müller, 1776)                           |                        |             |            | Вол.(?), Київ.(?), Хм.(?), Черк.(?) |            |
| Aphodius (Sigorius) porcus (Fabricius, 1792)                                 | Aphodiini, Aphodiina   |             |            | Днп., Дон., Зап., Київ., Крим., Луг., Мик., Од., Пол., Харк., Херсон.                                                                                 |            |
| Aphodius (Subrinus) sturmi (Harold, 1870)                                    | Aphodiini, Aphodiina   |             |            | Він., Вол., Днп., Дон., Зап., Київ., Кир., Крим., Луг., Мик., Од., Пол., Рів., Сум., Тер., Харк., Херсон., Хм., Черк.                                 |            |
| Aphodius (Teuchestes) fossor (Linnaeus, 1758)                                | Aphodiini, Aphodiina   |             |            | Він., Вол., Днп., Дон., Ж., Зак., Зап., ІФ, Київ., Кир., Крим., Луг., Льв., Мик., Од., Пол., Рів., Сум., Тер., Харк., Херсон., Хм., Черк., Черн., Чц. |            |
| Aphodius (Trichonotulus) scrofa (Fabricius, 1787)                            | Aphodiini, Aphodiina   |             |            | Він., Вол., Днп., Дон., Ж., Зак., Зап., Київ., Кир., Крим., Луг., Льв., Мик., Од., Сум., Тер., Харк., Херсон., Хм., Черк., Черн.                      |            |
| Aphodius (Volinus) sticticus (Panzer, 1798)                                  | Aphodiini, Aphodiina   |             |            | Він., Вол., Днп., Дон., Ж., Зак., Зап., ІФ, Київ., Кир., Крим., Луг., Льв., Мик., Од., Пол., Рів., Сум., Тер., Харк., Херсон., Хм., Черк., Черн., Чц. |            |
| Colobopterus erraticus (Linnaeus, 1758)                                      | Aphodiini, Aphodiina   |             |            | Він., Вол., Днп., Дон., Ж., Зак., Зап., ІФ, Київ., Кир., Крим., Луг., Льв., Мик., Од., Пол., Рів., Сум., Тер., Харк., Херсон., Хм., Черк., Черн., Чц. |            |
| Mothon sarmaticus Semenov et S. I. Medvedev, 1927                            | Aphodiini, Aphodiina   |             |            | Херсон. |            |
| Oxyomus sylvestris (Scopoli, 1763)                                           | Aphodiini, Aphodiina   |             |            | Він., Вол., Днп., Дон., Ж., Зак., Зап., ІФ, Київ., Кир., Крим., Луг., Льв., Мик., Од., Пол., Рів., Сум., Тер., Харк., Херсон., Хм., Черк., Черн., Чц. |            |
| Paracoptochirus singularis (Harold, 1868)                                    | Aphodiini, Aphodiina   |             |            | Од. |            |
| Ataenius horticola Harold, 1869                                              | Eupariini              |             |            | Крим |            |
| Diastictus vulneratus (Sturm, 1805)                                          | Psamodiini, Psamodiina |             |            | Вол., Дон., Ж., Київ., Льв., Пол., Харк., Черк. |            |
| Psammodius asper (Fabricius, 1775)                                           | Psamodiini, Psamodiina |             |            | Він., Днп., Дон., Ж., Зак., ІФ, Київ., Кир., Крим., Луг., Льв., Мик., Од., Сум., Харк., Херсон., Черк., Черн., Чц.                                    |            |
| Psammodius basalis Mulsant et Rey, 1870                                      | Psamodiini, Psamodiina |             |            | Дон., Од., Крим., Харк.(?), Херсон. |            |
| Psammodius laevipennis A. Costa, 1844                                        | Psamodiini, Psamodiina |             |            | Днп., Дон., Київ., Крим., Луг., Мик., Од., Харк., Херсон., Черк., Чц.                                                                                 |            |
| Platytomus tibialis (Fabricius, 1798)                                        | Psamodiini, Rhyssemina |             |            | Крим |            |
| Platytomus variolosus (Kolenati, 1846)                                       | Psamodiini, Rhyssemina |             |            | Вол., Днп., Дон., Зап., Київ., Крим., Луг., Мик., Од., Харк., Херсон., Черк.                                                                          |            |
| Pleurophorus caesus (Creutzer, 1796)                                         | Psamodiini, Rhyssemina |             |            | Він., Вол., Днп., Дон., Ж., Зак., Зап., ІФ, Київ., Кир., Крим., Луг., Льв., Мик., Од., Пол., Рів., Сум., Тер., Харк., Херсон., Хм., Черк., Черн., Чц. |            |
| Pleurophorus pannonicus Petrovitz, 1961                                      | Psamodiini, Rhyssemina |             |            | Дон., Крим., Луг., Од., Херсон. |            |
| Rhyssemus germanus (Linnaeus, 1767)                                          | Psamodiini, Rhyssemina |             |            | Він., Вол., Днп., Дон., Ж., Зак., Зап., ІФ, Київ., Кир., Крим., Луг., Льв., Мик., Од., Пол., Рів., Сум., Тер., Харк., Херсон., Хм., Черк., Черн., Чц. |            |

### Підродина Scarabaeinae
| Наукова назва, автор, рік опису                                    | Таксономія    | Статус МСОП | Зображення | Ареал в Україні | Зауваження |
| Copris hispanus (Linnaeus, 1764)                                   | Сoprini       |             |            | Крим., Херсон |            |
| Copris lunaris (Linnaeus, 1758)                                    | Сoprini       | -           |            | Він., Вол., Днп., Дон., Ж., Зак., Зап., ІФ, Київ., Кир., Крим., Луг., Льв., Мик., Од., Пол., Рів., Сум., Тер., Харк., Херсон., Хм., Черк., Черн., Чц. |            |
| Gymnopleurus geoffroyi geoffroyi (Füessly, 1775)                   | Gymnopleurini |             |            | Він., Днп., Дон., Ж., Зак., Київ., Крим., Луг., Мик., Од., Сум., Тер., Харк., Херсон., Хм., Черк.                                                     |            |
| Gymnopleurus mopsus mopsus (Pallas, 1781)                          | Gymnopleurini |             |            | Він., Вол., Днп., Дон., Зак., Зап., Київ., Кир., Крим., Луг., Мик., Од., Пол., Рів., Сум., Тер., Харк., Херсон., Хм., Черк.                           |            |
| Euoniticellus fulvus (Goeze, 1777)                                 | Oniticellini  |             |            | Він., Вол., Днп., Дон., Ж., Зак., Зап., ІФ, Київ., Кир., Крим., Луг., Льв., Мик., Од., Пол., Рів., Сум., Тер., Харк., Херсон., Хм., Черк., Черн., Чц. |            |
| Euoniticellus pallipes (Fabricius, 1781)                           | Oniticellini  |             |            | Днп., Дон., Зап., Кир., Крим., Луг., Мик., Од., Херсон.                                                                                               |            |
| Cheironitis ungaricus ungaricus (Herbst, 1789)                     | Onitini       |             |            | Він., Днп., Дон., Зап., Кир., Крим., Луг., Мик., Од., Херсон.                                                                                         |            |
| Onitis damoetas Steven, 1806                                       | Onitini       |             |            | Зап., Крим., Мик., Од., Херсон. |            |
| Caccobius histeroides (Ménétriés, 1832)                            | Onthophagini  |             |            | Кир., Крим., Луг., Мик., Од., Пол., Харк.(?), Херсон.                                                                                                 |            |
| Caccobius schreberi (Linnaeus, 1767)                               | Onthophagini  |             |            | Він., Вол., Днп., Дон., Ж., Зак., Зап., ІФ, Київ., Кир., Крим., Луг., Льв., Мик., Од., Пол., Рів., Сум., Тер., Харк., Херсон., Хм., Черк., Черн., Чц. |            |
| Onthophagus illyricus (Scopoli, 1763)                              | Onthophagini  |             |            | Він., Вол., Днп., Дон., Ж., Зак., Зап., ІФ, Київ., Кир., Крим., Луг., Льв., Мик., Од., Пол., Рів., Сум., Тер., Харк., Херсон., Хм., Черк., Черн., Чц. |            |
| Onthophagus taurus (Schreber, 1759)                                | Onthophagini  |             |            | Він., Вол., Днп., Дон., Ж., Зак., Зап., ІФ, Київ., Кир., Крим., Луг., Льв., Мик., Од., Пол., Рів., Сум., Тер., Харк., Херсон., Хм., Черк., Черн., Чц. |            |
| Onthophagus (Furconthophagus) furcatus (Fabricius, 1781)           | Onthophagini  |             |            | Він., Вол., Днп., Дон., Ж., Зап., ІФ, Київ., Кир., Крим., Луг., Льв., Мик., Од., Пол., Рів., Сум., Тер., Харк., Херсон., Хм., Черк., Черн., Чц.       |            |
| Onthophagus (Euonthophagus) amyntasalces (Fabricius, 1792)         | Onthophagini  |             |            | Днп., Дон., Ж., Зак., Зап., Київ., Кир., Крим.,* Луг., Мик., Од., Пол., Сум., Тер., Харк., Херсон., Хм., Черк., Черн., Чц.                            |            |
| Onthophagus (Palaeonthophagus) vitulus (Fabricius, 1776)           | Onthophagini  |             |            | Днп., Дон., Ж., Зап., ІФ, Київ., Кир., Крим., Луг., Льв., Мик., Од., Пол., Сум., Тер., Харк., Херсон., Хм., Черк., Черн., Чц.                         |            |
| Onthophagus (Palaeonthophagus) kindermanni Harold, 1877            | Onthophagini  |             |            | Од. |            |
| Onthophagus (Palaeonthophagus) furcicornis Reitter, 1893           | Onthophagini  |             |            | Зап., Київ., Крим., Мик., Од., Херсон. |            |
| Onthophagus (Palaeonthophagus) ponticus Harold, 1883               | Onthophagini  |             |            | Він., Зап., Крим., Од., Харк., Херсон. |            |
| Onthophagus (Palaeonthophagus) lemur (Fabricius, 1781)             | Onthophagini  |             |            | Він., Днп., Зак., Кир., Крим., Льв., Тер., Хм., Чц.                                                                                                   |            |
| Onthophagus (Palaeonthophagus) fracticornis (Preyssler, 1790)      | Onthophagini  |             |            | Він., Вол., Днп., Дон., Ж., Зак., Зап., ІФ, Київ., Кир., Крим., Луг., Льв., Мик., Од., Пол., Рів., Сум., Тер., Харк., Херсон., Хм., Черк., Черн., Чц. |            |
| Onthophagus (Palaeonthophagus) verticicornis (Laicharting, 1781)   | Onthophagini  |             |            | Він., Днп., Дон., Ж., Кир., Крим., Луг., Льв., Мик., Од., Пол., Сум., Тер., Харк., Хм., Черк., Черн., Чц.                                             |            |
| Onthophagus (Palaeonthophagus) coenobita (Herbst, 1783)            | Onthophagini  |             |            | Він., Вол., Днп., Дон., Ж., Зак., Зап., ІФ, Київ., Кир., Крим., Луг., Льв., Мик., Од., Пол., Рів., Сум., Тер., Харк., Херсон., Хм., Черк., Черн., Чц. |            |
| Onthophagus (Palaeonthophagus) similis (L. G. Scriba, 1790)        | Onthophagini  |             |            | Зак., ІФ, Черн. |            |
| Onthophagus (Palaeonthophagus) gibbulus gibbulus (Pallas, 1781)    | Onthophagini  |             |            | Він., Вол., Днп., Дон., Ж., Зак., Зап., ІФ, Київ., Кир., Крим., Луг., Льв., Мик., Од., Пол., Рів., Сум., Тер., Харк., Херсон., Хм., Черк., Черн., Чц. |            |
| Onthophagus (Palaeonthophagus) furcicornis Reitter, 1893           | Onthophagini  |             |            | Зап., Київ., Крим., Мик., Од., Херсон. |            |
| Onthophagus (Palaeonthophagus) fissicornis Steven, 1809            | Onthophagini  |             |            | Крим., Од.(?) |            |
| Onthophagus (Palaeonthophagus) vacca (Linnaeus, 1767)              | Onthophagini  |             |            | Він., Вол., Днп., Дон., Ж., Зак., Зап., ІФ, Київ., Кир., Крим., Луг., Льв., Мик., Од., Пол., Рів., Сум., Тер., Харк., Херсон., Хм., Черк., Черн., Чц. |            |
| Onthophagus (Palaeonthophagus) andalusicus andalusicus Waltl, 1835 | Onthophagini  |             |            | Дон., Крим., Мик., Од., Харк.(?), Херсон. |            |
| Onthophagus (Palaeonthophagus) nuchicornis (Linnaeus, 1758)        | Onthophagini  |             |            | Він., Вол., Днп., Дон., Ж., Зак., Зап., ІФ, Київ., Кир., Крим., Луг., Льв., Мик., Од., Пол., Рів., Сум., Тер., Харк., Херсон., Хм., Черк., Черн., Чц. |            |
| Onthophagus (Palaeonthophagus) suturellus Brullé, 1832             | Onthophagini  |             |            | Дон., Крим., Луг., Мик., Од., Харк.(?). |            |
| Onthophagus (Palaeonthophagus) leucostigma (Stevens, 1811)         | Onthophagini  |             |            | Днп., Дон., Зап., Кир., Луг., Од., Пол., Харк.(?), Херсон.                                                                                            |            |
| Onthophagus (Palaeonthophagus) lucidus (Sturm, 1800)               | Onthophagini  |             |            | Дон., Зап., Крим., Мик., Од., Харк.(?), Херсон. |            |
| Onthophagus (Palaeonthophagus) semicornis (Panzer, 1798)           | Onthophagini  |             |            | Він., Вол., Днп., Дон., Зап., Київ., Кир., Крим., Луг., Льв., Мик., Од., Сум., Тер., Харк., Херсон., Хм., Черк., Черн., Чц.                           |            |
| Onthophagus (Palaeonthophagus) ovatus (Linnaeus, 1767)             | Onthophagini  |             |            | Він., Вол., Днп., Дон., Ж., Зак., Зап., ІФ, Київ., Кир., Крим., Луг., Льв., Мик., Од., Пол., Рів., Сум., Тер., Харк., Херсон., Хм., Черк., Черн., Чц. |            |
| Onthophagus (Palaeonthophagus) joannae Goljan, 1953                | Onthophagini  |             |            | Зак., Льв., Тер. |            |
| Onthophagus (Palaeonthophagus) ruficapillus Brullé, 1832           | Onthophagini  |             |            | Зак., ІФ, Кир., Крим., Льв., Мик., Од., Тер., Хм., Черк., Чц.                                                                                         |            |
| Onthophagus (Palaeonthophagus) grossepunctatus Reitter, 1905       | Onthophagini  |             |            | Зак., ІФ, Крим., Од., Тер. |            |
| Scarabaeus (Ateuchetus) armeniacus (Mannerheim in Ménétriés, 1832) | Scarabaeini   |             |            | Крим.(?), Мик.(?), Од.(?). |            |
| Scarabaeus sacer Linnaeus, 1758                                    | Scarabaeini   |             |            | Крим.(?), Херсон. |            |
| Scarabaeus typhon Fischer von Waldheim, 1823                       | Scarabaeini   |             |            | Дон., Ж., Зап., Кир., Крим., Луг., Мик., Од., Харк., Херсон., Хм., Черк., Черн.                                                                       |            |
| Sisyphus schaefferi schaefferi (Linnaeus, 1758)                    | Sisyphini     |             |            | Він., Днп., Дон., Ж., Зап., ІФ, Київ., Кир., Крим., Луг., Мик., Од., Пол., Сум., Харк., Херсон., Хм., Черк., Чц.                                      |            |

### Підродина хрущі
| Наукова назва, автор, рік опису                        | Таксономія   | Статус МСОП | Зображення | Ареал в Україні | Зауваження |
| Hoplia (Decamera) pulverulenta (Fabricius, 1775)       | Hopliini     |             |            | Ж., ІФ, Льв., Тер., Хм. |            |
| Hoplia (Decamera) praticola Duftschmid, 1805           | Hopliini     | -           |            | Зак., Льв., Од.(?), Чц. |            |
| Hoplia golovjankoi Jakobson, 1914                      | Hopliini     | -           |            | Київ., Мик., Черк., Черн. |            |
| Hoplia dilutipes Reitter, 1890                         | Hopliini     | -           |            | Він., Од. |            |
| Hoplia graminicola (Fabricius, 1792)                   | Hopliini     | -           |            | Вол., Ж., Київ., Льв., «Предкарпатье», Черк., Черн.                                                                                                   |            |
| Hoplia hungarica Burmeister, 1844                      | Hopliini     | -           |            | |            |
| Hoplia subnuda Reitter, 1903                           | Hopliini     | -           |            | Вол., Ж., Зак., Київ., Льв. |            |
| Hoplia parvula Krynicki, 1832                          | Hopliini     | -           |            | Він., Вол., Днп., Дон., Ж., Зак., Зап., ІФ, Київ., Кир., Луг., Льв., Мик., Од., Пол., Рів., Сум., Тер., Харк., Херсон., Хм., Черк., Черн., Чц.        |            |
| Hoplia zaitzevi Jakobson, 1914                         | Hopliini     | -           |            | Дон., Ж., Київ., Луг., Харк., Херсон., Черк., Черн.                                                                                                   |            |
| Anoxia pilosa (Fabricius, 1792)                        | Melolonthini | -           |            | Вол., Дон., Київ., Кир., Крим., Луг., Мик., Од., Пол., Сум., Харк., Херсон., Хм., Черк., Черн.                                                        |            |
| Anoxia villosa villosa (Fabricius, 1781)               | Melolonthini | -           |            | Дон., Зап., Мик., Од.(?), Харк., Херсон. |            |
| Anoxia (Protanoxia) orientalis (Krynicki, 1832)        | Melolonthini | -           |            | Дон.(?), Мик., Од., Крим., Херсон |            |
| Melolontha hippocastani hippocastani Fabricius, 1801   | Melolonthini | -           |            | Він., Вол., Днп., Дон., Ж., Зак., Зап., ІФ, Київ., Луг., Льв., Мик., Од., Пол., Рів., Тер., Харк., Херсон., Хм., Черн.                                |            |
| Melolontha melolontha (Linnaeus, 1758)                 | Melolonthini | -           |            | Він., Вол., Днп., Дон., Ж., Зак., Зап., ІФ, Київ., Кир., Луг., Льв., Мик., Од., Пол., Рів., Сум., Тер., Харк., Херсон., Хм., Черн., Чц.               |            |
| Melolontha pectoralis Megerle von Mühlfeld, 1812       | Melolonthini | -           |            | Зак. |            |
| Polyphylla fullo fullo (Linnaeus, 1758)                | Melolonthini | -           |            | Він., Вол., Днп., Дон., Ж., Зак., Зап., ІФ, Київ., Кир., Крим., Луг., Льв., Мик., Од., Пол., Рів., Сум., Тер., Харк., Херсон., Хм., Черк., Черн., Чц. |            |
| Polyphylla (Xerasiobia) alba alba (Pallas, 1773)       | Melolonthini | -           |            | Дон., Зап., Крим., Мик., Херсон. |            |
| Amphimallon altaicum (Mannerheim, 1825)                | Rhizotrogini | -           |            | Дон., Зап., Льв., Харк., Черн. |            |
| Amphimallon assimile (Herbst, 1790)                    | Rhizotrogini | -           |            | Він., Ж., Зак., ІФ, Кир., Льв., Мик., Од., Тер., Хм., Чц.                                                                                             |            |
| Amphimallon ruficorne (Fabricius, 1775)                | Rhizotrogini | -           |            | Вол., Ж., Зак., Київ., Тер., Хм. |            |
| Amphimallon solstitiale grossatum Reitter, 1902        | Rhizotrogini | -           |            | Крим., Мик., Од., Херсон. |            |
| Amphimallon solstitiale solstitiale (Linnaeus, 1758)   | Rhizotrogini | -           |            | Він., Вол., Днп., Дон., Ж., Зак., Зап., ІФ, Київ., Кир., Луг., Льв., Мик., Од., Пол., Рів., Сум., Тер., Харк., Херсон., Хм., Черк., Черн., Чц.        |            |
| Amphimallon volgense (Fischer von Waldheim, 1823)      | Rhizotrogini | -           |            | Дон., Луг., Харк.(?). |            |
| Chioneosoma (Aleucolomus) vulpinum (Gyllenhal, 1817)   | Rhizotrogini | -           |            | Крим., Херсон. |            |
| Chioneosoma (Chionotrogus) pulvereum (Knoch, 1801)     | Rhizotrogini | -           |            | Дон., Зап., Льв., Харк., Черн. |            |
| Holochelus pilicollis pilicollis (Gyllenhal, 1817)     | Rhizotrogini | -           |            | Вол., Крим., Од., Херсон. |            |
| Holochelus subseriatus Reitter, 1889                   | Rhizotrogini | -           |            | Крим |            |
| Holochelus (Miltotrogus) aequinoctialis (Herbst, 1790) | Rhizotrogini | -           |            | Він., Днп., Дон., Зак., Зап., Київ., Кир., Крим., Луг., Льв., Мик., Од., Пол., Сум., Тер., Харк., Херсон., Хм., Черк., Черн.                          |            |
| Holochelus (Miltotrogus) nocturnus (Nonveiller, 1958)  | Rhizotrogini | -           |            | Днп., Дон., Крим. |            |
| Holochelus (Miltotrogus) vernus (Germar, 1823)         | Rhizotrogini | -           |            | Він., Днп., Дон., Ж., Зак., Зап., ІФ, Київ., Кир., Луг., Мик., Од., Пол., Тер., Харк., Хм., Черк., Черн., Чц.                                         |            |
| Holochelus (Miltotrogus) vulpinus (Burmeister, 1855)   | Rhizotrogini | -           |            | Крим, Херсон |            |
| Lasiopsis canina canina (Zoubkov, 1829)                | Rhizotrogini | -           |            | Днп., Дон., Київ., Луг., Мик., Од., Пол., Сум., Харк., Черк.                                                                                          |            |
| Monotropus nordmanni (C. E. Blanchard, 1851)           | Rhizotrogini | -           |            | Він.(?), Днп., Дон., Зап., Київ.(?), Луг., Мик., Од.(?), Пол., Харк., Херсон.                                                                         |            |
| Rhizotrogus aestivus (A. G. Olivier, 1789)             | Rhizotrogini | -           |            | Він., Днп., Дон., Ж., Зак., Зап., Київ., Крим., Луг., Льв., Од., Пол., Сум., Тер., Харк., Херсон., Хм., Черк., Черн., Чц.                             |            |

### ПідродинаSericinaeKirby, 1837
| Наукова назва, автор, рік опису                      | Таксономія | Статус МСОП | Зображення | Ареал в Україні | Зауваження |
| Maladera holosericea (Scopoli, 1772)                 | Sericini   |             |            | Він., Вол., Днп., Дон., Ж., Зак., Зап., ІФ, Київ., Кир., Крим., Луг., Льв., Мик., Од., Пол., Рів., Сум., Тер., Харк., Херсон., Хм., Черк., Черн., Чц. |            |
| Omaloplia erythroptera Frivaldszky von Frivald, 1835 | Sericini   | -           |            | Мик., Од. |            |
| Omaloplia kiritschenkoi S. I. Medvedev, 1952         | Sericini   | -           |            | Крим |            |
| Omaloplia ruricola ruricola (Fabricius, 1775)        | Sericini   | -           |            | Він., Вол., Днп., Дон., Ж., Зак., ІФ, Київ., Крим., Луг., Льв., Мик., Од., Пол., Харк., Херсон., Хм., Черк., Черн.                                    |            |
| Omaloplia (Acarina) spiraeae spiraeae (Pallas, 1773) | Sericini   | -           |            | Днп., Дон., Ж., Зап., Київ., Крим., Луг., Мик., Од., Пол., Сум., Тер., Харк., Херсон., Черн.                                                          |            |
| Serica brunnea (Linnaeus, 1758)                      | Sericini   | -           |            | Він., Вол., Днп., Дон., Ж., Зак., Зап., ІФ, Київ., Кир., Луг., Льв., Мик., Од., Пол., Рів., Сум., Тер., Харк., Херсон., Хм., Черк., Черн., Чц.        |            |

### Підродина Rutelinae
| Наукова назва, автор, рік опису                             | Таксономія             | Статус МСОП | Зображення | Ареал в Україні | Зауваження |
| Anisoplia agricola (Poda von Neuhaus, 1761)                 | Anomalini, Anisopliina |             |            | Він., Днп., Дон., Ж., Зак., Зап., Київ., Кир., Крим., Луг., Льв., Мик., Од., Пол., Рів., Сум., Тер., Харк., Херсон., Хм., Черн., Чц.                  |            |
| Anisoplia brenskei Reitter, 1889                            | Anomalini, Anisopliina | -           |            | Днп., Ж.(?), Крим., Луг., Пол., Сум., Харк.(?), Херсон.                                                                                               |            |
| Anisoplia bromicola (Germar, 1817)                          | Anomalini, Anisopliina | -           |            | Він., Днп.(?), Од.(?), Хм. |            |
| Anisoplia deserticola Fischer von Waldheim, 1824            | Anomalini, Anisopliina | -           |            | Він., Вол., Дон., Ж., Зап., Київ., Кир., Крим., Луг., Мик., Од., Пол., Рів., Сум., Тер., Харк., Херсон., Хм., Черк., Черн.                            |            |
| Anisoplia lata lata Erichson, 1847                          | Anomalini, Anisopliina | -           |            | Він., Днп., Дон., Зак., Київ., Мик., Од., Тер., Херсон., Хм., Черк.                                                                                   |            |
| Anisoplia tempestiva Erichson, 1847                         | Anomalini, Anisopliina | -           |            | Зак. |            |
| Anisoplia villosa (Goeze, 1777)                             | Anomalini, Anisopliina | -           |            | Ж., Київ.(?), Од., Хм. |            |
| Anisoplia zwickii Fischer von Waldheim, 1824                | Anomalini, Anisopliina | -           |            | Днп., Дон., Крим., Луг., Од.(?), Харк. |            |
| Anisoplia (Autanisoplia) austriaca austriaca (Herbst, 1783) | Anomalini, Anisopliina | -           |            | Він., Вол., Днп., Дон., Ж., Зак., Зап., ІФ, Київ., Кир., Крим., Луг., Льв., Мик., Од., Пол., Рів., Сум., Тер., Харк., Херсон., Хм., Черк., Черн., Чц. |            |
| Anisoplia (Pilleriana) campicola Ménétriés, 1832            | Anomalini, Anisopliina | -           |            | Дон., Зап., Крим., Луг., Од., Харк., Херсон. |            |
| Chaetopteroplia segetum segetum (Herbst, 1783)              | Anomalini, Anisopliina | -           |            | Він., Вол., Днп., Дон., Ж., Зак., Зап., ІФ, Київ., Кир., Крим., Луг., Льв., Мик., Од., Пол., Рів., Сум., Тер., Харк., Херсон., Хм., Черк., Черн., Чц. |            |
| Chaetopteroplia segetum velutina (Erichson, 1847)           | Anomalini, Anisopliina | -           |            | Крим |            |
| Chaetopteroplia syriaca Burmeister, 1844                    | Anomalini, Anisopliina | -           |            | Крим |            |
| Anomala dubia dubia (Scopoli, 1763)                         | Anomalini, Anomalina   | -           |            | Він., Вол., Днп., Дон., Ж., Зак., Зап., ІФ, Київ., Кир., Луг., Льв., Мик., Од., Пол., Рів., Сум., Тер., Харк., Херсон., Хм., Черк., Черн., Чц.        |            |
| Anomala errans errans (Fabricius, 1775)                     | Anomalini, Anomalina   | -           |            | Вол., Днп., Дон., Зак., Зап., Київ., Кир., Крим., Луг., Мик., Од., Пол., Рів., Сум., Харк., Херсон., Черк., Черн.                                     |            |
| Anomala vitis (Fabricius, 1775)                             | Anomalini, Anomalina   | -           |            | Зак., Од. |            |
| Blitopertha lineolata lineolata (Fisher von Waldheim, 1824) | Anomalini, Anomalina   | -           |            | Він., Днп., Дон., Ж., Зап., Київ., Кир., Крим., Луг., Мик., Од., Пол., Харк., Херсон., Хм., Черк.                                                     |            |
| Exomala (Taxipertha) arenicola Mulsant et Pellet, 1870      | Anomalini, Anomalina   | -           |            | Крим |            |
| Phyllopertha horticola (Linnaeus, 1758)                     | Anomalini, Anomalina   | -           |            | Він., Вол., Днп., Дон., Ж., Зак., Зап., ІФ, Київ., Кир., Луг., Льв., Мик., Од., Пол., Рів., Сум., Тер., Харк., Хм., Черк., Черн., Чц.                 |            |

### ПідродинаDynastinaeMacLeay, 1819
| Наукова назва, автор, рік опису                | Таксономія  | Статус МСОП | Зображення | Ареал в Україні | Зауваження |
| Oryctes nasicornis nasicornis (Linnaeus, 1758) | Oryctini    |             |            | Він., Вол., Днп., Дон., Ж., Зак., Зап., ІФ, Київ., Кир., Крим., Луг., Льв., Мик., Од., Пол., Рів., Сум., Тер., Харк., Херсон., Хм., Черк., Черн., Чц. |            |
| Pentodon bidens bidens (Pallas, 1771)          | Pentodonini | -           |            | Дон., Крим., Херсон |            |
| Pentodon bidens sulcifrons Küster, 1848        | Pentodonini | -           |            | Крим., Мик., Од., Херсон. |            |
| Pentodon idiota idiota (Herbst, 1789)          | Pentodonini | -           |            | Він., Днп., Дон., Ж., Зап., Київ., Кир., Крим., Луг., Льв., Мик., Од., Пол., Сум., Тер., Харк., Херсон., Хм., Черк., Черн.                            |            |
| Phyllognathus excavatus (Forster, 1771)        | Pentodonini | -           |            | |            |

### Підродина бронзівки
| Наукова назва, автор, рік опису                                      | Таксономія               | Статус МСОП | Зображення | Ареал в Україні | Зауваження |
| Cetonia aurata aurata (Linnaeus, 1761)                               | Cetoniini, Cetoniina     |             |            | Він., Вол., Днп., Дон., Ж., Зак., Зап., ІФ, Київ., Кир., Крим., Луг., Льв., Мик., Од., Пол., Рів., Сум., Тер., Харк., Херсон., Хм., Черк., Черн., Чц. |            |
| Cetonia aurata pallida (Drury, 1773)                                 | Cetoniini, Cetoniina     | -           |            | Крим |            |
| Protaetia (Cetonischema) aeruginosa (Drury, 1770)                    | Cetoniini, Cetoniina     | -           |            | Він., Вол., Дон., Ж., Зак., ІФ, Київ., Кир., Луг., Льв., Мик., Од., Пол., Рів., Сум., Тер., Харк., Хм., Черк., Черн., Чц.                             |            |
| Protaetia (Cetonischema) speciosa speciosa (Adams, 1817)             | Cetoniini, Cetoniina     | -           |            | Крим |            |
| Protaetia (Eupotosia) affinis affinis (Andersch, 1797)               | Cetoniini, Cetoniina]    | -           |            | Він., Вол., Днп., Дон., Ж., Зак., Зап., ІФ, Київ., Кир., Крим., Луг., Льв., Мик., Од., Пол., Рів., Сум., Тер., Харк., Херсон., Хм., Черк., Черн., Чц. |            |
| Protaetia (Liocola) marmorata marmorata (Fabricius, 1792)            | Cetoniini, Cetoniina     | -           |            | Він., Вол., Днп., Дон., Ж., Зак., Зап., ІФ, Київ., Кир., Луг., Льв., Мик., Од., Пол., Рів., Сум., Тер., Харк., Херсон., Хм., Черк., Черн., Чц.        |            |
| Protaetia (Netocia) ungarica ungarica (Herbst, 1790)                 | Cetoniini, Cetoniina     | -           |            | Він., Вол., Днп., Дон., Ж., Зак., Зап., ІФ, Київ., Кир., Крим., Луг., Льв., Мик., Од., Пол., Рів., Сум., Тер., Харк., Херсон., Хм., Черк., Черн., Чц. |            |
| Protaetia (Potosia) metallica metallica (Herbst, 1782)               | Cetoniini, Cetoniina     | -           |            | Він., Вол., Днп., Дон., Ж., Зак., Зап., ІФ, Київ., Кир., Луг., Льв., Од., Пол., Рів., Сум., Тер., Харк., Хм., Черк., Черн., Чц.                       |            |
| Protaetia (Potosia) metallica volhyniensis (Gory et Percheron, 1833) | Cetoniini, Cetoniina     | -           |            | Дон., Зап., Крим., Луг., Льв., Мик., Од., Херсон. |            |
| Protaetia (Potosia) fieberi fieberi (Kraatz, 1880)                   | Cetoniini, Cetoniina     | -           |            | Він., Вол., Днп., Дон., Ж., Зап., Київ., Кир., Луг., Од., Пол., Сум., Черк., Черн., Харк                                                              |            |
| Protaetia (Potosia) fieberi boldyrevi Jacobson, 1909                 | Cetoniini, Cetoniina     | -           |            | Він. |            |
| Protaetia (Potosia) fieberi borysthenica S. I. Medvedev, 1952        | Cetoniini, Cetoniina     | -           |            | Зап., Херсон. |            |
| Tropinota (Epicometis) hirta hirta (Poda von Neuhaus, 1761)          | Cetoniini, Cetoniina     | -           |            | Він., Вол., Днп., Дон., Ж., Зак., Зап., ІФ, Київ., Кир., Крим., Луг., Льв., Мик., Од., Пол., Рів., Сум., Тер., Харк., Херсон., Хм., Черк., Черн., Чц. |            |
| Oxythyrea cinctella (Schaum, 1841)                                   | Cetoniini, Leucocelina   | -           |            | Крим |            |
| Oxythyrea funesta (Poda von Neuhaus, 1761)                           | Cetoniini, Leucocelina   | -           |            | Він., Вол., Днп., Дон., Ж., Зак., Зап., ІФ, Київ., Кир., Крим., Луг., Льв., Мик., Од., Пол., Рів., Сум., Тер., Харк., Херсон., Хм., Черк., Черн., Чц. |            |
| Osmoderma coriarius coriarius (DeGeer, 1774)                         | Trichiini, Osmodermatina | -           |            | Він., Вол., Днп., Дон., Ж., Зак., ІФ, Київ., Кир., Луг., Льв., Од., Пол., Рів., Сум., Тер., Харк., Хм., Черк., Черн., Чц.                             |            |
| Gnorimus nobilis nobilis (Linnaeus, 1758)                            | Trichiini, Trichiina     | -           |            | Він., Вол., Ж., Зак., ІФ, Київ., Кир., Льв., Рів., Тер., Харк., Хм., Черк., Черн., Чц.                                                                |            |
| Gnorimus variabilis (Linnaeus, 1758)                                 | Trichiini, Trichiina     | -           |            | Він., Вол., Днп., Дон., Ж.,Зак., ІФ, Київ., Луг., Льв., Пол., Рів., Сум., Тер., Харк., Черн.                                                          |            |
| Trichius fasciatus (Linnaeus, 1758)                                  | Trichiini, Trichiina     | -           |            | Він., Вол., Ж., Зак., ІФ, Київ., Крим.(?), Льв., Пол., Рів., Сум., Тер., Харк., Хм., Черк., Черн., Чц.                                                |            |
| Trichius orientalis Reitter, 1894                                    | Trichiini, Trichiina     | -           |            | Крим |            |
| Trichius rosaceus rosaceus (Voet, 1769)                              | Trichiini, Trichiina     | -           |            | Зак., ІФ |            |
| Trichius sexualis Bedel, 1906                                        | Trichiini, Trichiina     | -           |            | Зак. |            |
| Valgus hemipterus (Linnaeus, 1758)                                   | Trichiini, Trichiina     | -           |            | Він., Вол., Днп., Дон., Ж., Зак., Зап., ІФ, Київ., Кир., Крим., Луг., Льв., Мик., Од., Пол., Рів., Сум., Тер., Харк., Херсон., Хм., Черк., Черн., Чц. |            |